# Xenocytaea zabkai
Xenocytaea zabkai là một loài nhện trong họ Salticidae.
Loài này thuộc chi Xenocytaea. Xenocytaea zabkai được Berry, Joseph A miêu tả năm 1998. Beatty & Jerzy Prószyński.